# Peugeot 207 Super2000
Peugeot 207 Super2000 raliautó.
Magyarországon ifj. Tóth János mutatta be először.

## Adatok

### Motor
- Típus: EW 10 J4S
- Beépítés: Elöl, keresztben
- Hengerek száma: 4
- Lökettérfogat: 1998 cm3
- Teljesítmény: 280
- Nyomaték (Nm): 250
- Maximális fordulatszám: 8500
- Befecskendezés: Magneti Marelli
- Fojtószelepház: Szimpla pillangószelep
- Szelepszám: 16

### Erőátvitel
- Típus: Összkerékhajtás
- Tengelykapcsoló: Kéttárcsás
- Sebességváltó: Hatfokozatú, szekvenciális
- Differential: 3 automatikusan záró differenciá

### Váz
- Felépítés: Önhordó + bukócső-rendszer
- Futómű elöl: MacPherson, Peugeot csillapítókkal
- Futómű hátul: MacPherson, Peugeot csillapítókkal

### Fék/kormány
- Elülső fék: Brembo 4 négydugattyús féknyereg
- Átmérő 300 mm (laza talaj) 355 mm (aszfalt)
- Hátsó fék: Brembo 4 négydugattyús féknyereg
- Átmérő 300 mm (aszfalt és laza talaj)
- Kormány:Hidraulikus szervó
- Kerék, aszfalt: 18 colos
- Kerék, laza talaj: 15 colos

### Méretek
- Hosszúság: 4,03 m
- Szélesség: 1,80 m
- Tengelytáv: 2,56 m
- Minimális tömeg: 1100 kg aszfalt / 1150 kg laza talaj
- Tank űrtartalma: 80 liter

## Külső hivatkozások
- Peugeot.hu